# Цявловский, Мстислав Александрович
Мстисла́в Алекса́ндрович Цявло́вский (1883—1947) — русский и советский литературовед-пушкинист, доктор филологических наук (1940). Основные труды посвящены исследованию жизни и творчества А. С. Пушкина; редактор и комментатор многих собраний сочинений поэта (в том числе академического издания 1937—1959). Также был редактором и комментатором собрания сочинений Л. Н. Толстого.

## Биография
Из старинного дворянского рода. Окончил 6-ю Варшавскую гимназию и историко-филологический факультет Московского университета (1910). Член РСДРП (б). После февральской революции 1917 года руководил разборкой и изучением архива Московского охранного отделения; подготовил сборник «Большевики: Документы по истории большевизма с 1903 по 1916 гг.» (М., 1918). Преподавал в вузах Нижнего Новгорода, Смоленска. С 1921 года работал в Москве. Редактор изданий «Голос минувшего» (с 1923), «Московский пушкинист» (1927).
Основные труды посвящены изучению жизни и творчества А. С. Пушкина и его рукописного наследия. Как редактор и комментатор участвовал во всех значительных пушкинских изданиях 1930—1940-х гг., готовил также к печати полное собрание сочинений Л. Н. Толстого. Один из организаторов юбилейной Пушкинской выставки 1937 года, в конце 1930-х гг. заведовал рукописным отделом музея Пушкина в Москве. Защитил диссертацию на степень доктора филологических наук (1940). Автор фундаментальной «Летописи жизни и творчества А. С. Пушкина» (1951). Ряд работ учёного создан в соавторстве с женой и сотрудником Т. Г. Цявловской.
Жил в Новоконюшенном переулке в Москве. Похоронен на Новодевичьем кладбище.

## Награды
Орден Трудового Красного Знамени (10.06.1945)

## Основные публикации
Некоторые работы Цявловского созданы в соавторстве с его женой и коллегой Т. Г. Цявловской.
- «Пушкин в печати. 1814—1837» (совместно с Н. Синявским, 1914, 2 изд. 1938);
- «Летопись жизни и творчества А. С. Пушкина» (т. 1, опубликована в 1951)

Документальные публикации
- Два автографа Пушкина. Изд. Л. Бухгейм. М., 1914;
- Из записной книжки А. П. Бахрушина. Изд. Л. Бухгейм. М., 1916;
- Новые материалы о дуэли и смерти Пушкина (в сотрудничестве с Б. Модзалевским и Ю. Оксманом). Л.: Атеней, 1924;
- Рассказы о Пушкине, записанные со слов его друзей П. И. Бартеневым. «Записи прошлого». М.: Изд. М. и С. Сабашниковых, 1925;
- Письма Пушкина и к Пушкину" М.: Изд. ГАХН, 1925.

Статьи (две части неопубликованного труда «История рукописей Пушкина»)
- «Судьба рукописного наследия Пушкина» (1937),
- «„Посмертный обыск“ у Пушкина» (опубликовано в 1962) и др.
- Мстислав Александрович Цявловский. Статьи о Пушкине. [Предисл. С. Бонди], М., изд. АН СССР, 1962—436 с.
- Вокруг Пушкина: [Дневники. Статьи, 1928—1965] / Мстислав Цявловский, Татьяна Цявловская; Изд. подгот. К. П. Богаевская и С. И. Панов. — М.: Новое лит. обозрение, 2000. — 333, [2] с. : ил., портр., факс.; (Филологическое наследие).; ISBN 5-86793-099-8

## Архив
Обширный фонд М. А. Цявловского и его жены Т. Г. Цявловской (Зенгер) хранится в Российском государственном архиве литературы и искусства. Он насчитывает 2496 единиц хранения за 1635—1978 гг. и хранит переписки, материалы о работе М. А. Цявловского в издательстве «Задруга» (1916—1921) и в музее-усадьбе Л. Н. Толстого «Ясная Поляна» (1932—1936), фотографии, дневники, материалы к биографии, а также исследования, статьи, заметки из области пушкинистики.